# Grand Prix Sopotu im. Janusza Sidły
Grand Prix Sopotu im. Janusza Sidły także Memoriał Janusza Sidły – międzynarodowy mityng lekkoatletyczny organizowany od 1996 w Sopocie na stadionie Leśnym. Impreza zaliczana jest do cyklu Grand Prix PZLA. Zawody są hołdem dla zmarłego w 1993 roku najwybitniejszego polskiego oszczepnika Janusza Sidły. Główną konkurencją memoriału jest rzut oszczepem.